# Крачка Форстера
Крачка Форстера (лат. Sterna forsteri) — вид птиц из семейства чайковых (Laridae).

## Таксономия
Видовое название дано в честь натуралиста Иоганна Рейнгольда Форстера.

## Распространение
Гнездятся в Северной Америке, зимуют в Карибском регионе и в северной части Центральной Америки. В Европе редки, но появляются ежегодно.

## Описание
Длина тела 33-36 см, размах крыльев 64-70 см. Вес 130—190 г. Имеют длинный сильно раздвоенный хвост и относительно длинные ноги. Клюв чёрный, ноги тускло-коричневато-красные. Брачное оперение существенно отличается от обычного.

## Биология
Основным компонентом рациона является рыба.
В кладке два или более яиц.

## Галерея

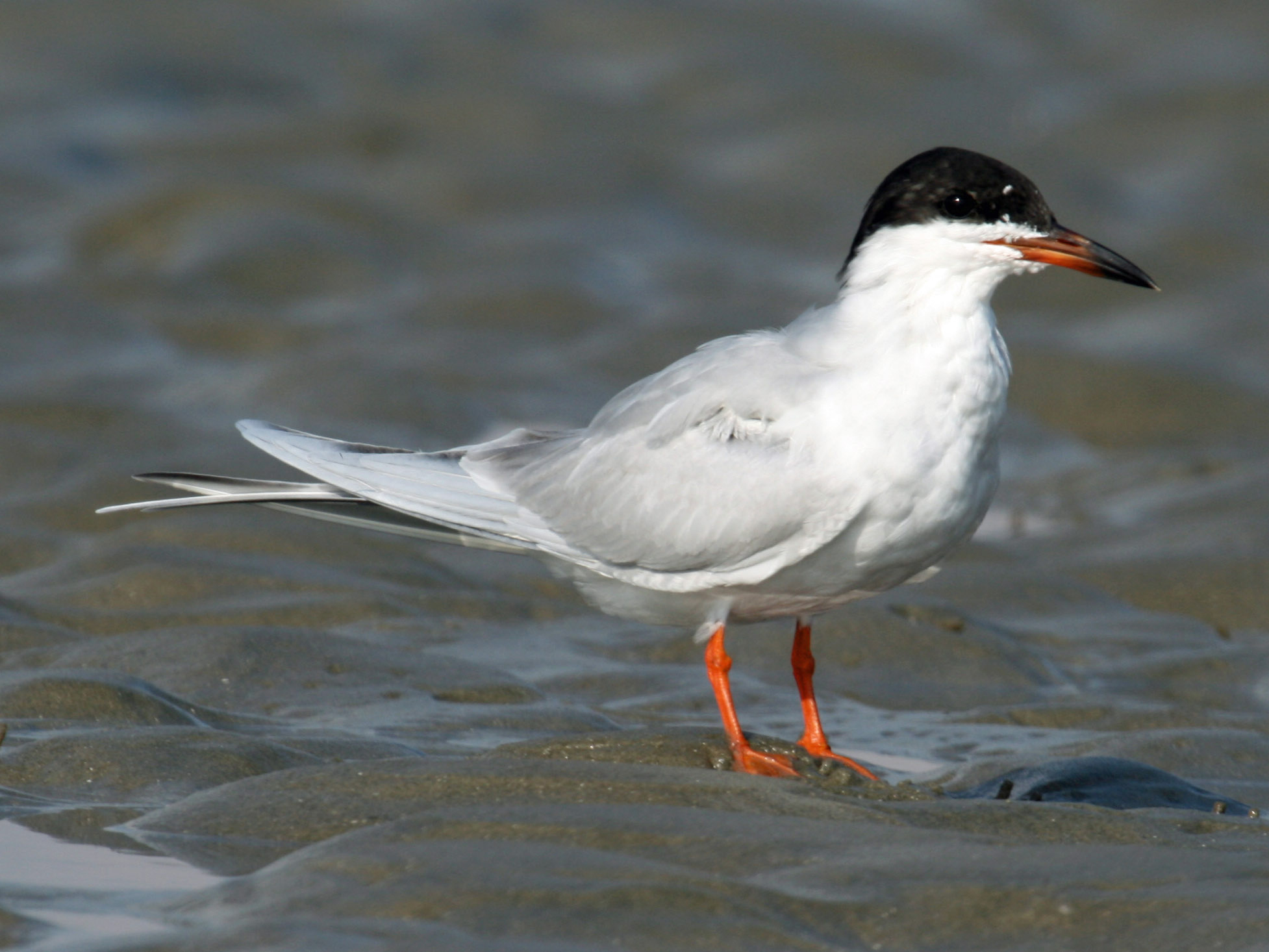
Брачное оперение
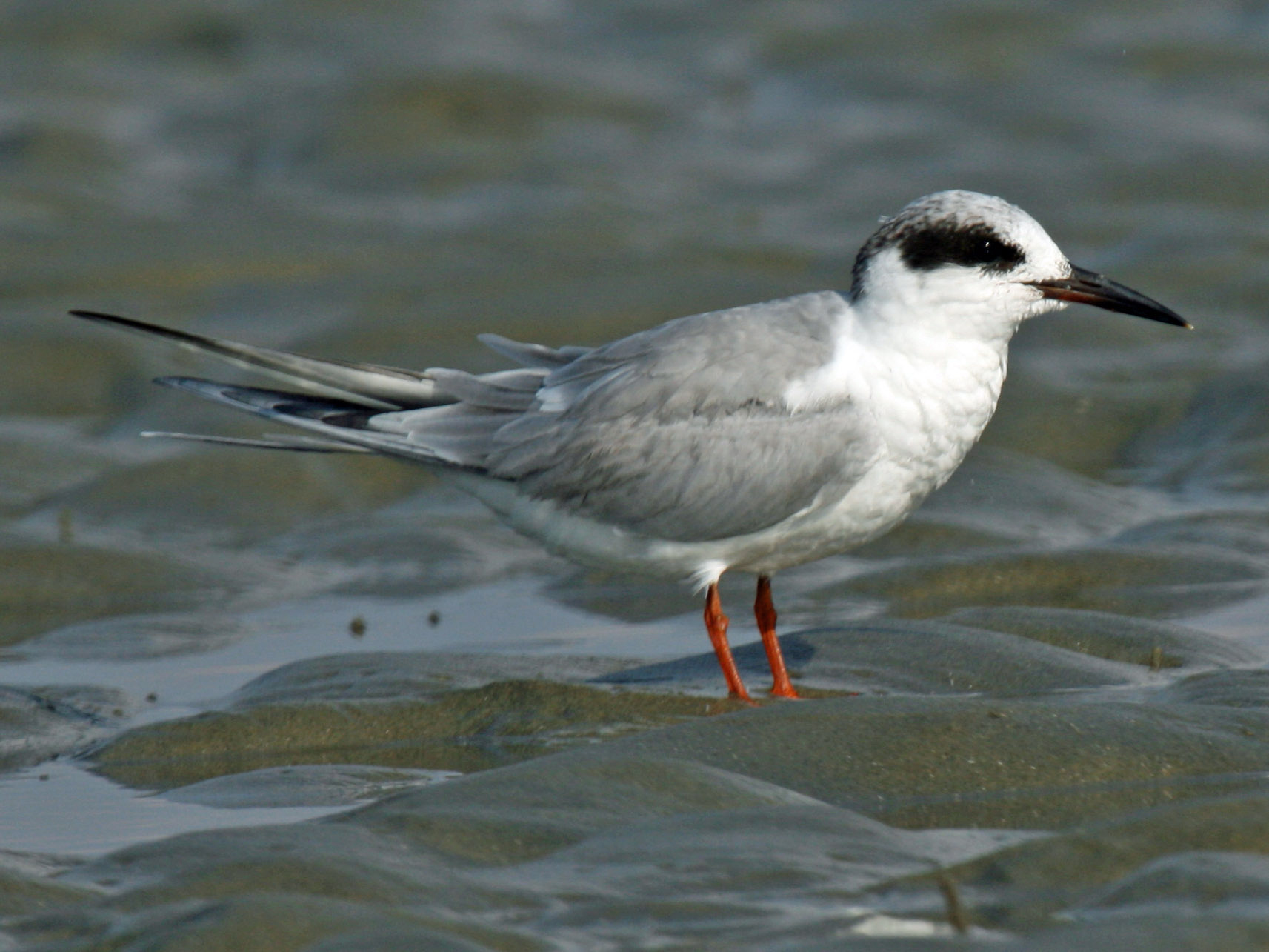
Обычное оперение
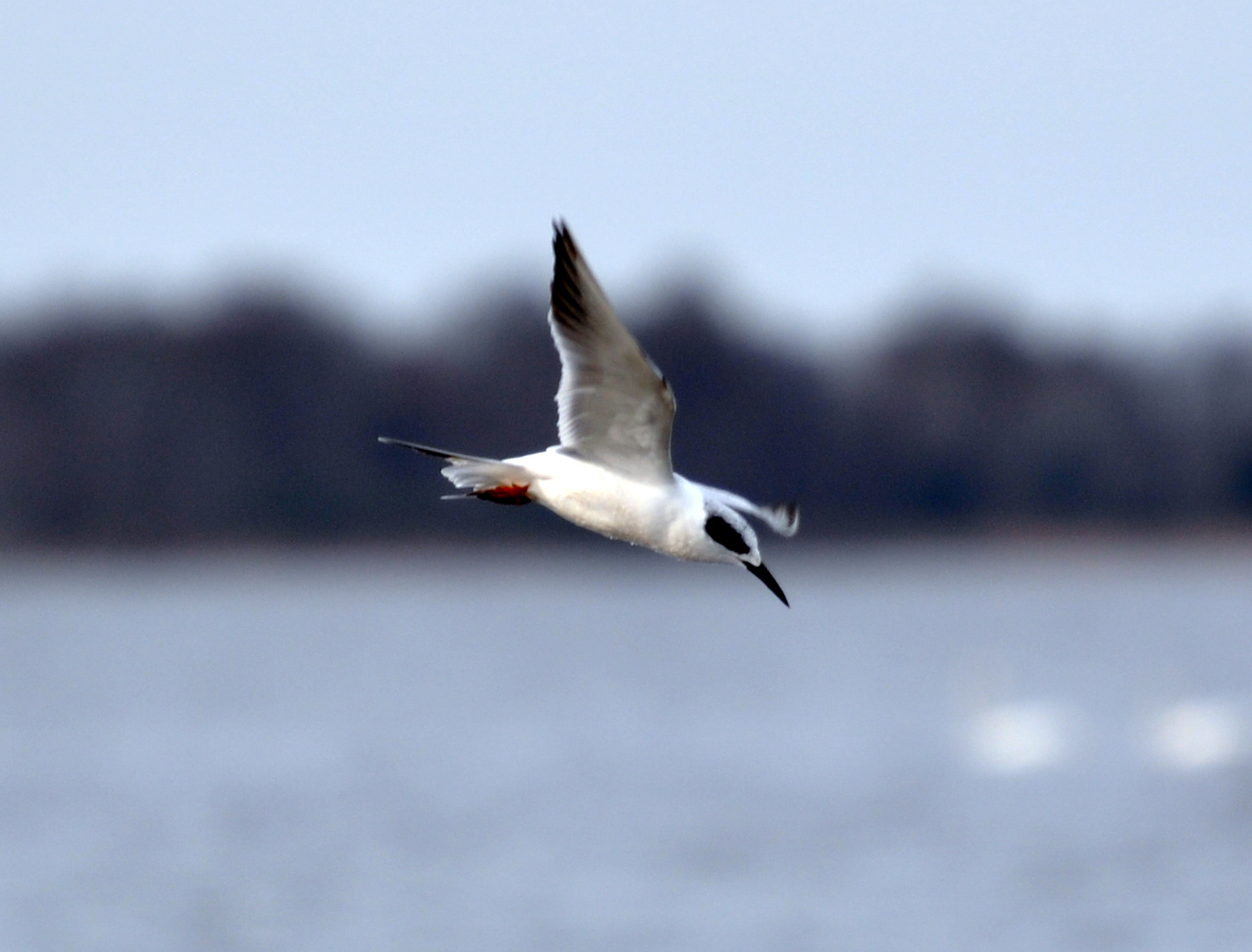
Крачка ловит рыбу на озере
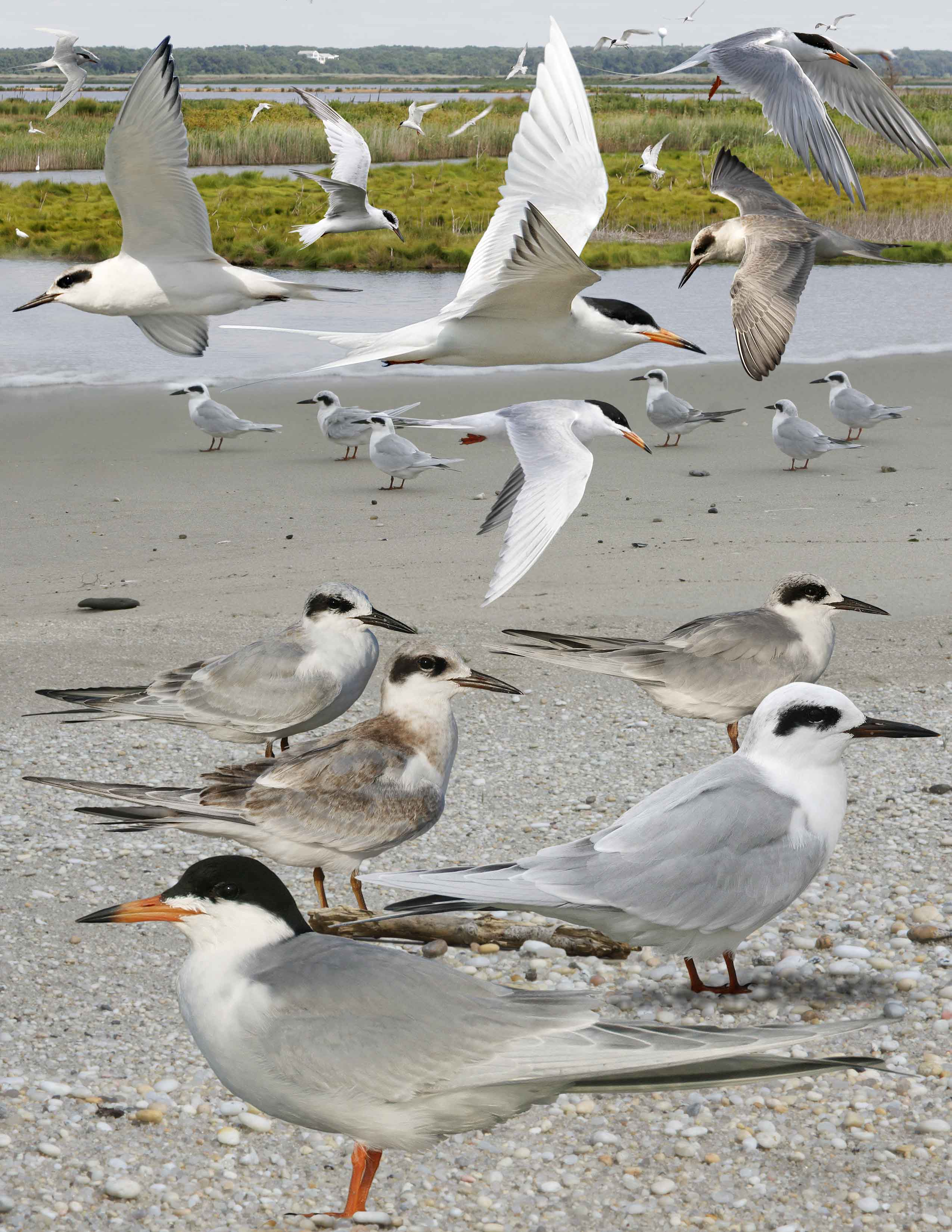
Стая